# Rabbids: Invasion
Rabbids Invasion (Les Lapins Crétins : Invasion) è una serie animata francese che ha debuttato il 3 agosto 2013 su Nickelodeon negli Stati Uniti. La serie è tratta dalla serie di videogiochi dedicata ai Rabbids, ma più precisamente dal gioco Rabbids Go Home. In Italia viene trasmessa su Nickelodeon dal 9 dicembre 2013, su Rai Gulp dal 2020 e in replica su Super! dal 29 settembre 2014.

## Trama
La serie ha come protagonisti i Rabbids, buffi e stravaganti conigli bianchi e pieni di adrenalina e sempre pronti a causare caos e stravolgere la vita degli esseri umani.

## Produzione
Nell'ottobre 2010, Ubisoft e Aardman hanno annunciato una coproduzione per la realizzazione di una serie pilota televisiva a cartoni animati e diversi cortometraggi basati sul celebre franchise dei Rabbids. Un anno più tardi, è stato annunciato che le puntate saranno prodotte e distribuite esclusivamente da Ubisoft, e l'annuncio della messa in onda venne rilevato a luglio 2013. Andò in onda in anteprima il 3 agosto 2013 negli Stati Uniti d'America, mentre nel resto del mondo uscirà ad ottobre dello stesso anno.

## Personaggi
- Rabbids: protagonisti della serie. Pazzi e agitati conigli antropomorfi pieni di adrenalina, ne combineranno di tutti i colori mettendo in allarme la vita degli esseri umani nel mondo.
- Brain: Un giovane adulto con una personalità surfista. Spesso annoiato e pigro, è l'unico umano ad essere riuscito a fare amicizia coi Rabbids.
- Louie: Uno dei personaggi ricorrenti della serie. È un uomo anziano che vive insieme a sua moglie Mona ed è spesso coinvolti nelle catastrofi dei Rabbids.
- Mona: Una signora anziana, moglie di Louie. È molto testarda e non tollera scuse riguardo ad ogni evento che la coinvolge.
- Barranco 3: Il capo dei Rabbids. Identico ai suoi compari, ma con un occhio blu e uno rosso.
- Umani: persone civili con l'unico obbiettivo di sbarazzarsi dei Rabbids per tornare alla loro normale vita, ma avranno pochissima fortuna.
- Vice: Un ufficiale di polizia intenta a usare i Rabbids.
- Gerald: Il poliziotto che usa una macchina fotografica per vedere le marche.

## Videogiochi
Esiste anche un omonimo videogioco disponibile su Facebook con l'Adobe Flash in cui bisogna invadere coi Rabbids gli ambienti umani e creare la propria città, simile al videogioco I Simpson: Springfield per dispositivi Android.
All'E3 2013 è stato anche annunciato un videogioco interattivo per Xbox 360, PlayStation 4 e Xbox One tutto dedicato alla serie animata, intitolato  Rabbids Invasion: The Interactive TV Show, pubblicato nel novembre 2014.

## Curiosità
- Nel videogioco si vede che i Rabbids provenivano dalla Luna ma nell'episodio "Jurassic Rabbid" due archeologi trovano un Rabbid preistorico intrappolato nel ghiaccio che i Rabbids scongelano mostrando loro che è molto intelligente e rivelandogli che erano la specie dominante sul pianeta terra ma che dopo un’era glaciale non precisata si siano involuti diventando stupidi. Forse dopo l'evento si trasferirono sulla Luna e tornarono poi i loro discendenti, cioè i Rabbids moderni.
- Nell'episodio "Rabbid 2.0", quando il Rabbid preistorico mette la musica, uno dei conigli balla Gangnam Style.